# Dirk Cussler
Dirk Cussler (ur. 1961) – amerykański pisarz, współautor serii powieści przygodowych o Dirku Pitcie, pisanych razem z ojcem Clive’em Cusslerem.

## Powieści
- Czarny wiatr
- Skarb Czyngis-chana
- Arktyczna mgła
- Świt półksiężyca